# Силовьев, Владимир Андреевич
Влади́мир Андре́евич Сило́вьев (27 ноября 1955, Карабаново, Александровский район Владимирской области) — священнослужитель Русской православной церкви, протоиерей. Председатель искусствоведческой комиссии при Епархиальном совете города Москвы. Настоятель храма Рождества Пресвятой Богородицы в Старом Симонове города Москвы. Член редакционной коллегии научно-богословского альманаха «Богословские труды». В 2000—2017 годах — главный редактор издательства Московской патриархии и «Журнала Московской Патриархии».

## Биография
Родился в православной семье. В 1972 году окончил среднюю школу. В 1974 году окончил медицинское училище № 13 в Москве. С 1974 по 1976 годы служил в армии. С 1976 по 1979 годы учился в Московском медицинском институте имени Семашко.
С 1979 году поступил в Московскую духовную семинарию. В 1985 году окончил Московскую духовную академию (МДА) со степенью кандидата богословия за диссертацию «Святой благоверный князь Даниил Московский и созданный им Данилов монастырь».
28 марта 1985 года ректором МДА епископом Дмитровским Александром (Тимофеевым) рукоположён в сан диакона, а 21 июля тем же иерархом — в сан пресвитера. Служил в московских храмах: Богородском Преображенском храме, храме Иоанна Воина на Якиманке, Скорбященском храме на Калитниковском кладбище.
Посещал вольнослушателем лекции на искусствоведческом отделении исторического факультета Московского государственного университета.
В июле 1989 году указом патриарха Пимена назначен настоятелем вновь открытого храма Рождества Пресвятой Богородицы в Старом Симонове, который на тот момент находился в плачевном состоянии. Организовал работы по восстановлению храма.
В 1990 году возведён в сан протоиерея.
С 1995 по 1998 год — член Епархиального совета города Москвы.
В 1998 году решением патриарха Алексия II и епархиального собрания города Москвы назначен председателем искусствоведческой комиссии при Епархиальном совете города Москвы.
28 декабря 2000 года решением Священного синода назначен председателем издательского совета Московского патриархата и главным редактором издательства Московской патриархии.
В период возглавления им издательского совета книгоиздание развивалось по следующим основным направлениям: периодика, Священное Писание, богослужебная литература, книги о патриархах, сборники патриарших трудов, деяния церковных Соборов, история Русской церкви, юбилейные издания, святоотеческая литература. 12 марта 2002 года решением Священного синода включён в состав редакционной коллегии сборника «Богословские труды». В 2001—2008 годы тираж издаваемых издательством Московской патриархии книг вырос почти в 2 раза, значительно расширился их ассортимент. Было улучшено оформление и увеличен тираж «Журнала Московской Патриархии», газета «Московский церковный вестник» стала общецерковным изданием и стала называться «Церковный вестник», повысилась информативность содержания и оформления православного церковного календаря, начались работы по формированию эталонной версии всего корпуса богослужебных книг Русской церкви в электронном виде, на основе которой решено готовить традиционные издания.
В то же время из-за того, что протоиерей Владимир Силовьев одновременно возглавлял как издательский совет, так и издательство Московской патриархии, функции центрального церковного издательства превалировали в работе издательского совета над возложенными на совет как на исполнительный синодальный орган задачами организации издательского дела всей Русской православной церкви, координации деятельности церковных издательство.
24 декабря 2004 года решением Священного синода включён в состав созданной тогда же комиссии по подготовке и проведению празднования 300-летия Православия на Камчатке.
27 ноября 2005 года в связи с 50-летием награждён орденом Преподобного Сергия Радонежского III степени.
10 декабря 2008 года решением Священного синода был включён в состав комиссии по подготовке Поместного собора Русской православной церкви, который состоялся в январе 2009 года. Принял участие в работе Собора как член комиссии по его подготовке и как председатель издательского совета.
31 марта 2009 года решением Священного синода освобождён от должности председателя издательского совета с сохранением должности руководителя издательства Московской патриархии.
22 декабря 2010 года утверждён на три года в должности главы искусствоведческой комиссии при Епархиальном совете города Москвы.
13 июля 2015 года решением Священного синода назначен секретарём созданной тогда же общецерковной комиссии по церковному искусству, архитектуре и реставрации. Занимал эту должность до упразднения данной комиссии 16 апреля 2016 года. Вошёл в состав созданного вместо него экспертного совета по церковному искусству, архитектуре и реставрации.
1 февраля 2017 года решением Священного синода включён в состав созданного тогда же организационного комитета по реализации программы общецерковных мероприятий к 100-летию начала эпохи гонений на Русскую православную церковь.
В начале сентября 2017 года уволен с должности руководителя издательства Московской патриархии, проработав на этой должности 17 лет. Об этом сообщил его бывший подчинённый Сергей Чапнин, отметив, что «слухи об этом ходили уже несколько недель, и тем не менее решение вступило в силу, не получив никакой информационной поддержки со стороны официальных церковных ресурсов».
Указом патриарха Кирилла за усердное служение Церкви к празднику Святой Пасхи 2021 года был удостоен богослужебно-иерархической награды — права служения Божественной литургии с отверстыми Царскими вратами до «Херувимской песни».

## Деятельность и заявления
В феврале 1999 года в качестве главы Искусствоведческой комиссии Московской епархии, выступил судебным экспертом по делу Авдея Тер-Оганьяна, проведя историко-искусствоведческую экспертизу его акции «Юный безбожник», осуществленной 4 декабря 1998 на ярмарке «Арт-Манеж». Утверждал, что «поруганные Тер-Оганьяном иконы», купленные в Софрине «имеют огромную историческую, культурную ценность по признаку особой значимости для социальной памяти, общественной нравственности граждан, исповедующих православие», а «совершенный акт представляет собой поругание исторической памяти русского народа». Что «в действиях Тер-Оганьяна по разрубанию икон совершенно явственно проглядывает идея, широко осуществлявшаяся в период большевистских гонений на Церковь».
23 марта 2001 года встретился с Вице-мэром Москвы В. П. Шанцевым и имел с ним беседу по широкому кругу вопросов, относящихся к вопросам взаимодействия Церкви и столичных властей.
В 2004 году был одним из инициаторов проведения Первого международного фестиваля православных средств массовой информации «Вера и слово». Являлся председателем оргкомитета фестиваля.
Присоединился к основанному в декабре 2006 года Движению «Возвращение», добивающегося возвращения названия улиц, переименованных в советское время, исторических традиций, нравственных ценностей и названий, существовавших в России до 1917 года. Заседания движения нередко проходили в храме Александра Невского в Кожухове, настоятелем которого он является. Автор многочисленных статей в центральной прессе о необходимости возвращения исторических названий.
17 июля 2007 года принял участие в молебне о переименовании станции столичного метро «Войковская», прошедшем в московском храме Всех Святых на Соколе, в ходе которого призвал к 2008 году перенести памятник императору Николаю II из подмосковного села Тайнинское в центр столицы, на место памятника Карлу Марксу на Театральной площади, приурочив это событие к 90-летию со дня расстрела царской семьи. Станцию «Войсковская» он предложил назвать «Петербургской», а Ленинградский проспект переименовать в Петербургский.
В августе 2007 года выразил обеспокоенность обилием эзотерической и псевдохристианской литературы в крупнейших книжных магазинах Москвы: «Они могут допустить все, что угодно: эзотерику, любую антихристианскую литературу, книги по магии и колдовству, которые очень вредны для психики людей. Но когда им предлагают православную литературу, то мы сталкиваемся с полнейшим неприятием», даже Православная энциклопедия, «энциклопедия всей русской жизни на протяжении 1000 лет», «с трудом пробирается на полки больших книжных магазинов» и, даже пробившись, «стоит на задворках».
4 ноября 2007 года в день народного единства провёл в храме Рождества Богородицы в Старом Симонове молебен о возвращении Ленинской слободе исторического названия Симонова слобода, также отметив, что «Нынешняя Смута, начатая в 1917 году большевиками, завершится, когда с Красной площади будет убран основной её организатор и когда имена его и его сподвижников перестанут „украшать“ русские города».
28 мая 2013 года в Музее русской иконы в Москве в рамках выставки «В начале было слово…», посвященной 1150-летию моравской миссии святых Кирилла и Мефодия, принял участие в церемонии гашения почтового блока с изображением Кирилла и Мефодия.

## Публикации
статьи
- Священник Владимир Сидоров // Официальная хроника. Журнал Московской Патриархии. 1993. — № 3. — C. 31—32.
- Неугасимая лампада // Москва. 1994. — № 11. — С. 198—199.
- Некоторые аспекты работы Искусствоведческой комиссии при Епархиальном совете Москвы // Исторический вестник. 2000. — № 7(11). — C. 155—160.
- Концепция развития церковных СМИ // Сборник пленарных докладов Х Международных Рождественских образовательных чтений. — М. : Отдел религиозного образования и катехизации Русской Православной Церкви, 2002. — 352 с. — С. 89—98
- Доклад [на праздновании 70-летнего юбилея «Журнала Московской Патриархии»] // Журнал Московской Патриархии. 2002. — № 3. — C. 22—29.
- К 100-летию со дня рождения Л. А. Успенского // Журнал Московской Патриархии. 2002. — № 8. — C. 58—61.
- Духовная и культурная миссия православного книгоиздания // Альфа и Омега, 2003. — № 1 (35). — C. 217—229
- Концепция развития церковных СМИ // Сборник пленарных докладов Х Международных Рождественских образовательных чтений. — М. : Отдел религиозного образования и катехизации Русской Православной Церкви, 2002. — С. 89-98
- Единство двух ожиданий // Альфа и Омега, 2004. — № 1 (39) — С. 304—318.
- Приоритеты информационной политики Церкви // Вера и слово. Материалы Первого международного фестиваля Православных СМИ, 16 — 18 ноября 2004 года / ред., сост. С. В. Чапнин. — М.: Издательский Совет Русской Православной Церкви, 2005. — 256 с. — ISBN 5-94625-120-1. — С. 74-80.
- Облик Нового Иерусалима определяют лучшие реставраторы-профессионалы // Журнал Московской Патриархии. — 2012. — № 7. — С. 67.

редактура
- Журнал Московской Патриархии в 1931—1935 годы / Под общ. ред. В. Силовьева. — М.: Издательский совет Русской Православной Церкви, 2001. — 270 с. — ISBN 5-94625-011-6.
- Русская православная церковь. Москва. Храмы : подворья, монастыр. храмы, приход. храмы, домовые церкви, часовни: Энцикл. справ. / [под общ. ред. и с предисл. В. Силовьева]. — Москва : Издательство Московской Патриархии, 2003. — 477 с. — ISBN 5-87449-040-X
- Русская Православная Церковь на рубеже веков: [фотоальбом] / [Авт. текста Е. Полищук; под общ. ред. протоиерея В. Силовьева]. — Москва: Издательский Совет Русской Православной Церкви, 2004. — 271 с. — ISBN 5-98304-008-1. — 4 450 экз.